# آرثر أندرسون مارتن
آرثر أندرسون مارتن (بالإنجليزية: Arthur Anderson Martin)‏ هو جراح نيوزيلندي، ولد في 26 مارس 1876، وتوفي في 17 سبتمبر 1916.